# Scopula patularia
Scopula patularia là một loài bướm đêm trong họ Geometridae.